# Gerhard Haidacher
Gerhard Haidacher (Innsbruck, 29 aprile 1963) è un ex bobbista austriaco, campione olimpico nel bob a quattro a Albertville 1992.

## Biografia
Proveniente dall'atletica leggera e vantando un tempo di 10"67 nei 100 m, Haidacher prese parte a due edizioni dei Giochi olimpici invernali: ad Albertville 1992 vinse la medaglia d'oro nel bob a quattro con i compagni Ingo Appelt, Harald Winkler e Thomas Schroll, superando l'equipaggio svizzero e quello tedesco: il tempo totalizzato fu di 3'53"90, con un distacco leggero dagli avversari, 3'53"92 e 3'54"13 i loro tempi. Quattro anni dopo, a Lillehammer 1994, si classificò invece al quarto posto nella gara a quattro.
Ha inoltre partecipato ai campionati mondiali di Igls 1993, dove conquistò la medaglia d'argento nel bob a quattro con Hubert Schösser, Gerhard Redl e Harald Winkler..
Agli europei ha invece conquistato due medaglie nel bob a quattro: l'argento a Schönau am Königssee 1992 e il bronzo a Sankt Moritz 1993.

## Palmarès

### Olimpiadi
- 1 medaglia:
  - 1 oro (bob a quattro ad Albertville 1992).

### Mondiali
- 1 medaglia:
  - 1 argento (bob a quattro a Igls 1993).

### Europei
- 2 medaglie:
  - 1 argento (bob a quattro a Schönau am Königssee 1992);
  - 1 bronzo (bob a quattro a Sankt Moritz 1993).